# Wäscherhaus
Wäscherhaus ist eine Einöde aus zwei Gebäuden bei Eberhardzell im Landkreis Biberach, die 1850 ersterwähnt wurde.

## Lage
Die Einöde Wäscherhaus liegt direkt südlich von Jörgen und etwa 250 m südlich der B 465. Es befindet sich rund 400 Meter östlich von Menisrain, 700 m südwestlich von Mühlhausen, 1,5 km östlich von Buch, etwa 3 Kilometer südöstlich von Oberessendorf und Bad Waldsee liegt rund 5 Kilometer südwestlich.
Wäscherhaus liegt im Naturraum Riß-Aitrach-Platten (Naturraum-Nr. 41), der zur Großlandschaft Donau-Iller-Lech-Platte (Großlandschaft-Nr. 4) gehört. Nur etwa 1,5 Kilometer östlich beginnt das Oberschwäbische Hügelland (Naturraum-Nr. 32), ein Teil des Voralpinen Hügel- und Moorlandes (Großlandschaft-Nr. 3).
Hydrologisch liegt die Einöde im Einzugsgebiet der Umlach. Rund 800 Meter südlich von Wäscherhaus treffen die Einzugsgebiete der Umlach, Lauter und Osterhofer Ach zusammen. Die Osterhofer Ach ist ein Zufluss der Umlach, während Umlach und Lauter wiederum Zuflüsse der Riß sind.

## Verkehrsanbindung
Wäscherhaus ist über die Kreisstraße K 7596 angebunden. Diese führt in einem Bogen nach Nordosten in Richtung Mühlhausen an die Bundesstraße B 465. In südöstlicher Richtung verläuft die K 7596 über Buch, Hifringen, Reichertshaus, Ganters und Wasserstall bis nach Bad Waldsee.
In Wäscherhaus gibt es keine Rad- oder Gehwege und der Wohnplatz ist nicht an das Radnetz Baden-Württemberg angebunden. Die nächste Anbindung an einen Radweg befindet sich etwa 500 Meter nördlich an der B 30. Von dort aus führt der Radweg nach Nordwesten in Richtung Oberessendorf und nach Osten über Meßmers und Ampfelbronn in Richtung Eggmannsried. Des Weiteren kann man den Radtunnel unter der B 30 nutzen, um über Mühlhausen nach Kappel und weiter nach Eberhardzell zu gelangen. Die nächste Anbindung an das Radnetz Baden-Württemberg ist in Mühlhausen.